# Red rdeče delavske zastave
Red rdeče delavske zastave je civilno odlikovanje Sovjetske zveze, ki je bilo ustanovljeno 7. septembra 1928.

## Kriteriji
Red je bil podeljen posameznikom, organizacijam in skupinam za njihovo delo za ZSSR v ekonomiji, produkciji,..., za prijateljstvo med narodi, javno delo, znanastveno delo, ...

## Opis
Red je iz srebra, pozlačen in rdeče emajliran.

## Nadomestne oznake
Nadomestna oznaka je svetlo modri trak z 3,5 mm mornariško modrima robovoma.

## Nosilci
Med drugo svetovno vojno je bilo podeljenih 21.000, do leta 1981 pa približno 1.000.000 redov.